# Platensina woodi
Platensina woodi är en tvåvingeart som först beskrevs av Mario Bezzi 1924.  Platensina woodi ingår i släktet Platensina och familjen borrflugor. Inga underarter finns listade i Catalogue of Life.